# Abolboda
Abolboda es un género de plantas con flores perteneciente a la familia  Xyridaceae. Comprende unas 17 especies distribuidas en las sabanas de Sudamérica.

## Especies
Fuente: Index Kewensis (a IPNI) y Trópicos database (a Missouri Botanical Garden)
- Abolboda abbreviata Malme
- Abolboda acaulis Maguire
- Abolboda acicularis Idrobo & L.B.Sm.
- Abolboda americana (Aubl.) Lanj.
Abolboda aubletii Kunth (sinónimo  Abolboda americana)
Abolboda poeppigii Kunth (sinónimo Abolboda americana)
Abolboda imberbis Kunth (sinónimo Abolboda americana)
Abolboda inermis Link ex Steud. (sinónimo Abolboda americana)
- Abolboda bella Maguire
- Abolboda ciliata Maguire & Wurdack
- Abolboda dunstervillei Maguire ex Kral
- Abolboda ebracteata Maguire & Wurdack
- Abolboda egleri L.B.Sm. & Downs
- Abolboda excelsa Malme
- Abolboda glomerata Maguire
- Abolboda grandis Griseb.
Abolboda gleasoniana Steyerm. (sinónimo Abolboda grandis var. rigida)
- Abolboda killipii Lasser
Abolboda psammophila Maguire (sinónimo Abolboda killipii)
- Abolboda linearifolia Maguire
- Abolboda macrostachya Spruce ex Malme
Abolboda rigida (sinónimo Abolboda macrostachya var. robustior)
- Abolboda mínima Maguire
- Abolboda neblinae Maguire
- Abolboda paniculata Maguire
- Abolboda pervaginata Maguire
- Abolboda poarchon Seub.
Abolboda chapadensis Hoehne (sinónimo Abolboda poarchon)
- Abolboda pulchella Humb. & Bonpl.
Abolboda brasiliensis Kunth (sinónimo Abolboda pulchella)
Abolboda gracilis Huber (sinónimo Abolboda pulchella)
Abolboda longifolia Malme (sinónimo Abolboda pulchella)
Abolboda vaginata Alb.Nillson (sinónimo Abolboda pulchella)
- Abolboda scabrida Kral
- Abolboda sprucei Malme 
Abolboda schultesii Idrobo & L.B.Sm. (sinónimo Abolboda sprucei)
- Abolboda uniflora Maguire

Nombre excluidos
- Abolboda ptaritepuiana Steyerm. (sinónimo Orectanthe ptaritepuiana)
- Abolboda sceptrum Oliv. (sinónimo Orectanthe sceptrum)